# Thal-Drulingen
Thal-Drulingen är en kommun i departementet Bas-Rhin i regionen Grand Est (tidigare regionen Alsace) i nordöstra Frankrike. Kommunen ligger i kantonen Drulingen som tillhör arrondissementet Saverne. År 2022 hade Thal-Drulingen 189 invånare.

## Befolkningsutveckling
Antalet invånare i kommunen Thal-Drulingen
| Referens: INSEE |